# Бируака
Бируака (исп. Biruaca) — город на юго-западе Венесуэлы, на территории штата Апуре. Является административным центром муниципалитета Бируака.

## История
Поселение, из которого позднее вырос город, было основано в конце XVIII века доном Педро Вероэсом.

## Географическое положение
Бируака расположена в северо-восточной части штата, к югу от реки Апуре, на расстоянии приблизительно 3 километров к юго-западу от Сан-Фернандо-де-Апуре, административного центра штата. Абсолютная высота — 41 метр над уровнем моря.

## Население
По данным Национального института статистики Венесуэлы, численность населения города в 2013 году составляла 63 743 человека.

## Транспорт
Через город проходят национальные автомагистрали № 2 и № 19.